# Chickamaw Beach (Minnesota)
Chickamaw Beach es una ciudad ubicada en el condado de Cass en el estado estadounidense de Minnesota. En el Censo de 2010 tenía una población de 114 habitantes y una densidad poblacional de 16,86 personas por km².

## Geografía
Chickamaw Beach se encuentra ubicada en las coordenadas 46°44′38″N 94°22′51″O / 46.74389, -94.38083. Según la Oficina del Censo de los Estados Unidos, Chickamaw Beach tiene una superficie total de 6.76 km², de la cual 5.76 km² corresponden a tierra firme y (14.86%) 1 km² es agua.

## Demografía
Según el censo de 2010, había 114 personas residiendo en Chickamaw Beach. La densidad de población era de 16,86 hab./km². De los 114 habitantes, Chickamaw Beach estaba compuesto por el 100% blancos, el 0% eran afroamericanos, el 0% eran amerindios, el 0% eran asiáticos, el 0% eran isleños del Pacífico, el 0% eran de otras razas y el 0% pertenecían a dos o más razas. Del total de la población el 1.75% eran hispanos o latinos de cualquier raza.